# Gibbulinopsis interrupta
Gibbulinopsis interrupta is een slakkensoort uit de familie van de Pupillidae. De wetenschappelijke naam van de soort is voor het eerst geldig gepubliceerd in 1876 door Reinhardt.